# Glandă suprarenală
Glandele suprarenale, numite și adrenale, sunt glande cu secreție internă (aparțin sistemului endocrin), situate la mamifere la polul superior al celor doi rinichi, „ca o căciulă”. Ca activitate, suprarenalele sunt importante prin secretarea hormonilor corticosteroizi și catecolaminelor (adrenalină și noradrenalină), fiind responsabile de reglarea stărilor de stres, a rezistenței la infecții și substanțe antigenice, a metabolismului și a sexualității (echilibrul dintre hormonii androgeni, masculini și estrogeni, feminini determină sexul animalului, ca aspect și ca activitate sexuală).

## Anatomie și fiziologie
Situate -- anatomic -- în partea posterioară a abdomenului, la polul anterio-superior al celor doi rinichi „ca o căciulă”, glandele suprarenale (adrenale) sunt învelite într-o capsulă adipoasă și fascia renală. La om, glandele sunt situate la nivelul vertebrei a XII-a toracice și sunt vascularizate de arterele suprarenale superioară, medie și inferioară și vena suprarenală. Inervarea este asigurată de plexul celiac și plexul renal. Histologic, ele sunt alcătuite din două zone cu structuri histologice și roluri fiziologice diferite:

### Zona medulară
Medulosuprarenala (miezul, măduva, medulla) reprezintă zona centrală a glandei și este inconjurată de zona corticală. Celulele cromafine (chromaffin cells), principala sursă de catecolamine, secretă hormonii: adrenalina (epinefrina) și noradrelina (norepinefrina). Acești hormoni hidrosolubili, derivați din aminoacidul tirozină acționează sinergic cu sistemul nervos simpatic. Ele sunt și principala sursă de dopamină.

### Zona corticală
Zona corticală (coaja, cortexul, corticosuprarenala) reprezintă zona periferică a glandei ale cărei celule (aparțin de axa hipotalamică - pituitară - adrenală) sintetizează cortizolul (în condiții „normale” de viață ele secretă echivalentul a 35-40 mg de acetat de cortizon pe zi).. Alte celule din zona corticală secretă hormonii corticosteroizi (liposolubili, pe bază de colesterol) următori: 
- mineralocorticoizii, care acționează la nivelul rinichilor stimulând reabsorbția apei și a sodiului și eliminarea potasiului;
- glucocorticoizii, cu rol hiperglicemiant, hiperlipemiant;
- sexosteroizii, care gestionează dezvoltarea sexuală prin două tipuri de hormoni: androgeni și estrogeni.
Cortexul este regulat de hormonii neuroendocrinici secretați de glanda pituitară și hipotalamus și de sistemul renin-angiotensin.

### Vascularizare
Glandele suprarenale, împreună cu glanda tiroidă sunt cele mai drenate organe din corp, ca aprovizionare sanguină pe gram de țesut -- fiecare glandă suprarenală este irigată de peste 60 de arteriole.

#### Artere

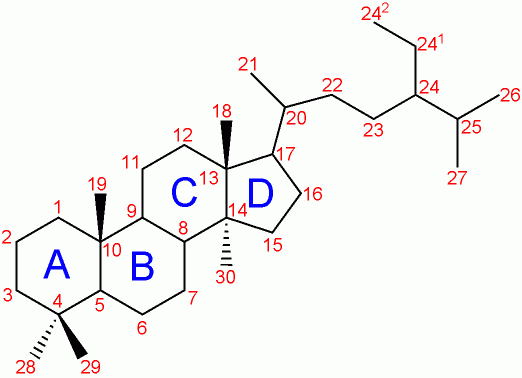
Structura unor hormoni steroizi

Vascularizarea adrenalelor este asigurată de trei artere:
- artera suprarenală superioară, ramură a arterei frenice inferioare;
- artera suprarenală medie, ramură a aortei abdominale;
- artera suprarenală inferioară, ramură a arterei renale.

#### Vene
Drenajul venos este asigurat de două vene:
- vena suprarenală dreaptă, care duce spre vena cavă inferioară;
- vena suprarenală stângă, care duce spre vena renală stângă sau, uneori, spre vena frenică inferioară stângă.